# Cyrkuł myślenicki
Cyrkuł myślenicki (niem. Myslenicer Kreis) – jednostka administracyjna Cesarstwa Austrii w Królestwie Galicji i Lodomerii w latach 1782–1819.

## Historia

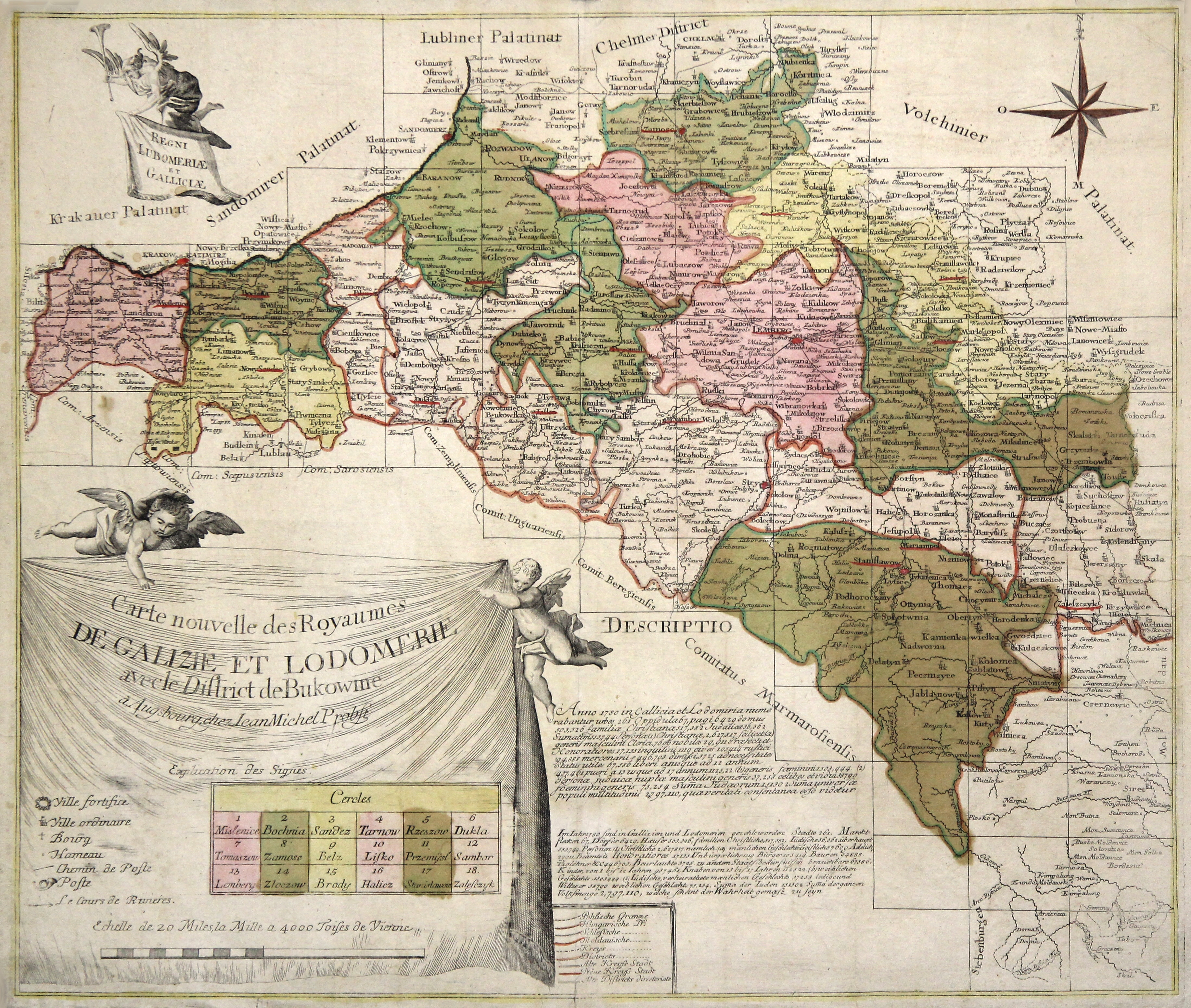
Projekt nowego podziału Galicji na cyrkuły (1780)

Cyrkuł myślenicki z siedzibą w Myślenicach utworzono w 1782 roku na ziemiach polskich zagarniętych przez Austrię podczas I rozbioru w ramach reformy administracyjnej w Galicji.
Już 2 września 1780 kancelaria nadworna wydała dekret, w którym poinformowała gubernatora o nowych decyzjach w sprawie organizacji administracyjnej. Cesarzowa Maria Teresa Habsburg już od dłuższego czasu planowała wprowadzenie reform mających na celu dostosowanie ustroju Galicji do zasad obowiązujących w niemieckich krajach dziedzicznych. Właśnie zapadła kluczowa decyzja o przekształceniu dotychczasowych dystryktów w cyrkuły. W związku z tym polecono rozpoczęcie prac nad opracowaniem planu reorganizacji. Jednocześnie określono główne wytyczne, które miały stanowić podstawę przy tworzeniu tego planu. Szczególny nacisk położono na to, aby siedziby władz cyrkułów znajdowały się możliwie jak najbliżej ich centrum. Choć zalecano, aby obszary poszczególnych cyrkułów były w miarę równe pod względem powierzchni, nie należało traktować tej zasady zbyt rygorystycznie – w przypadku istnienia ważnych powodów możliwe były odstępstwa od równomiernego podziału. Zwrócono również uwagę, że nie powinno się bez wyraźnej potrzeby zmieniać lokalizacji siedzib władz, ponieważ wiązałoby się to z licznymi trudnościami – między innymi z koniecznością przeniesienia archiwów, które przez osiem lat znacznie się rozrosły. Na zakończenie podkreślono wagę odpowiedniego doboru kadry kierowniczej do obsadzenia nowych stanowisk.
Zgodnie z przyjętymi wytycznymi opracowano memoriał z 1 grudnia 1780, w którym przedstawiono projekt nowego podziału administracyjnego Galicji na 18 mniejszych cyrkułów na bazie dotychczasowych osiemnastu dystryktów. Jednym z nich był cyrkuł myślenicki, który powstał w oparciu o dotychczasowy dystrykt Zator (1775–1782), należący do zniesionego cyrkułu wielickiego (1773–1782). Początkowo siedzibą cyrkułu miało być Podgórze, jednak ostatecznie zdecydowano się na równie peryferyjnie położone Myślenice.
Powołany cyrkuł obejmował zróżnicowane tereny, od nizinnych w dolinie Wisły od Oświęcimia do Skawiny po górzyste, beskidzkie, od Wielkiej Raczy po Babią Górę. Poza wspomnianymi wyżej, obejmował on takie większe miejscowości, jak Biała, Żywiec, Wadowice, Sucha i Jordanów. W 1786 r. notował Ewaryst Andrzej, hr. Kuropatnicki w swym „Opisaniu królestw Galicyi i Lodomeryi”: Obfituje ten cyrkuł: w góry karpackie, mineralne; zioła apteczne, owce liczne, sery góralskie, pstrągi; zboża, osobliwie owsy, ziemniaki, jak nazywają: jabłka i gruszki ziemne, z których w samej gorzelni Szlemieńskiej więcej jak 5 tysięcy korcy idzie na wódkę, oraz w śliwki i inne frukta. Trakt z Wiednia do Lwowa murowany idzie przez ten cyrkuł od Biały przez Myślenice do Drogini, które miejsce jest na pograniczu cyrkułu bocheńskiego.
Krótko przed włączeniem do Królestwa Galicji i Lodomerii kraju koronnego Nowa Galicja (co miało miejsce w 1803 roku), istniała koncepcja przyłączenia do Nowej Galicji (West Galizien) cyrkułów sądeckiego, myślenickiego i bocheńskiego z ziem zagarniętych po I rozbiorze (z Galicji właściwej), do czego ostatecznie nie doszło.
25 listopada 1783 zaznaczono, że praktyka urzędowania i wygodniejsze położenie skłoniły rząd do zmian niektórych siedzib urzędów cyrkularnych. Jak kontynuacja tej polityki, w 1819 roku zniesiono cyrkuł myślenicki, przenosząc urząd cyrkularny z Myślenice do bardziej centralnie położonych Wadowic, przez co (po pewnych zmianach terytorialnych) powstał cyrkuł wadowicki.